# Burg Blansko
Die Burg Blansko (deutsch Blankenstein, auch Plankenstein) befindet sich bei Mírkov auf der Spitze einer Bergkuppe im linkselbischen Böhmischen Mittelgebirge in Tschechien. Von der mittelalterlichen Höhenburg sind heute noch größere Teile der mächtigen Außenmauern erhalten. Der einst noch teilweise erhaltene Palas wurde beim Bau einer Aussichtsplattform in den 30er Jahren weitgehend zerstört.

## Geschichte

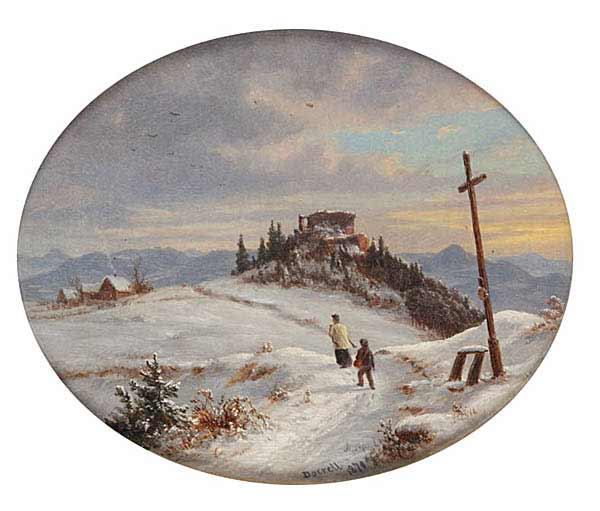
Winterlandschaft mit Ruine der Burg Blansko (Ernst Gustav Doerell, 1870)

Erstmals urkundlich erwähnt wurde Blansko 1401 als Verwaltungssitz von den Wartenbergern aus Tetschen. 1527 geht die Burg durch Kauf in den Besitz des sächsischen Adelsgeschlechtes von Bünau über. Ab Mitte des 16. Jahrhunderts wird die Burg nicht mehr bewohnt, dafür erbauen sich die Bünaus bei Schönpriesen ein neues Schloss. Als militärischer Stützpunkt wird Blansko jedoch weiter ausgebaut, zusätzliche Befestigungen mit zwei halbrunden Basteien und einem kleinen vorgelagerten Turm am Burgtor zeugen auch heute noch davon. Ende des 16. Jahrhunderts baute man eine weitere Bastion im Renaissance-Stil hinzu, das Eingangstor wurde ausgebaut.
1628 wurde die Burg an die Herren von Thun verkauft. Von diesen wurde die Anlage jedoch nicht mehr genutzt. In den Wirren des Dreißigjährigen Krieges wurde die Burg wüst und verfiel danach allmählich.
Ende des 19. Jahrhunderts ließ der Aussiger Gebirgsverein in den Resten des Palases einen Aussichtsturm errichten. In den 30er Jahren wurde dieser nochmals umfangreich instand gesetzt, dabei wurde der Palas vollständig zerstört.